# Berrezoug Saïdi
Berrezoug Saïdi, né le 1er janvier 1899 à Tafraoua et décédé le 20 mars 1963 à Paris 20e, est un homme politique français.

## Biographie
Il est député à l'Assemblée nationale du 30 novembre 1958 au 3 juillet 1962.